# Schwabenweg

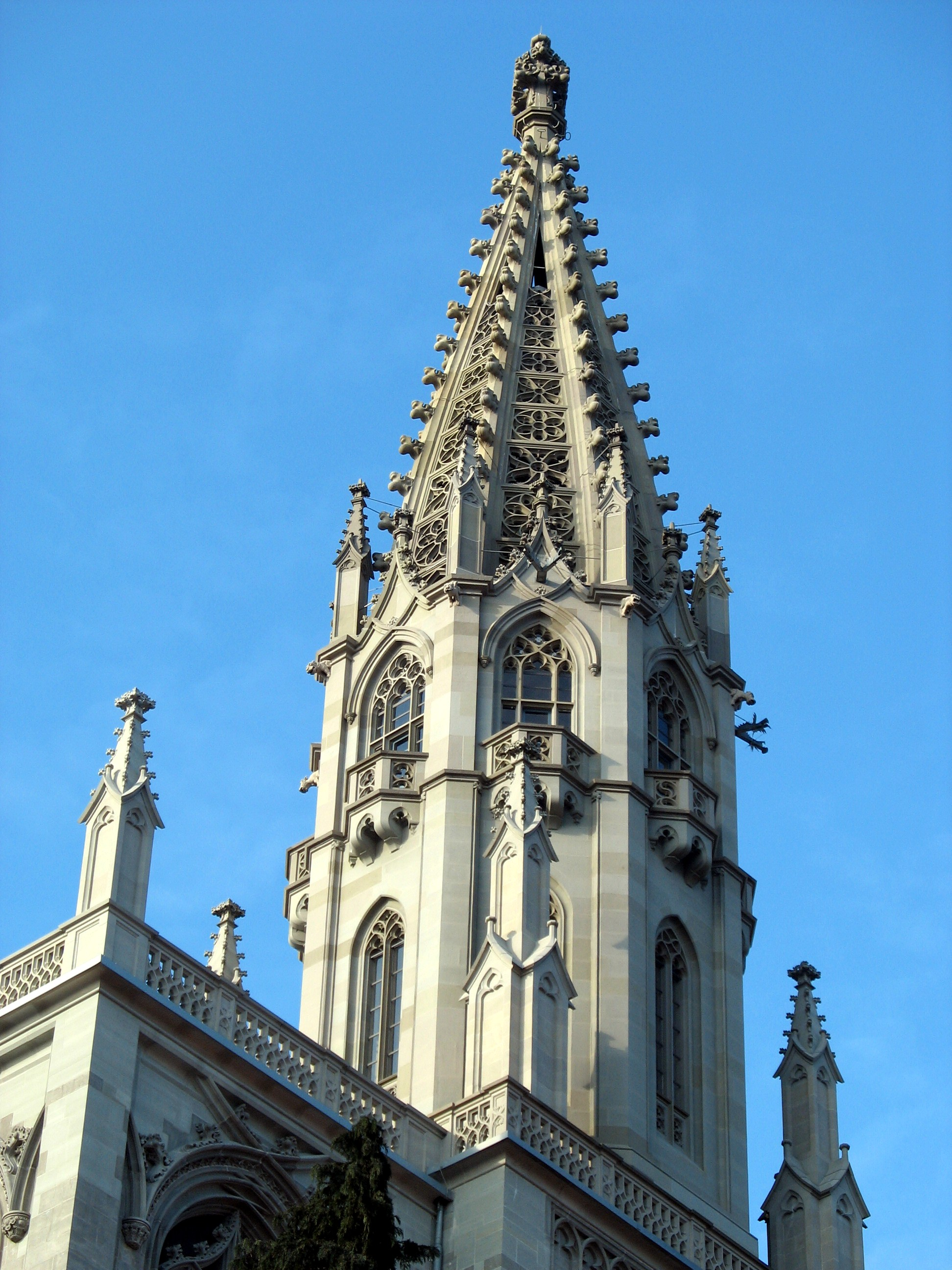
Am Konstanzer Münster enden die Via Beuronensis und der Oberschwäbische Jakobsweg, um als Schwabenweg in und durch die Schweiz weiterzuführen

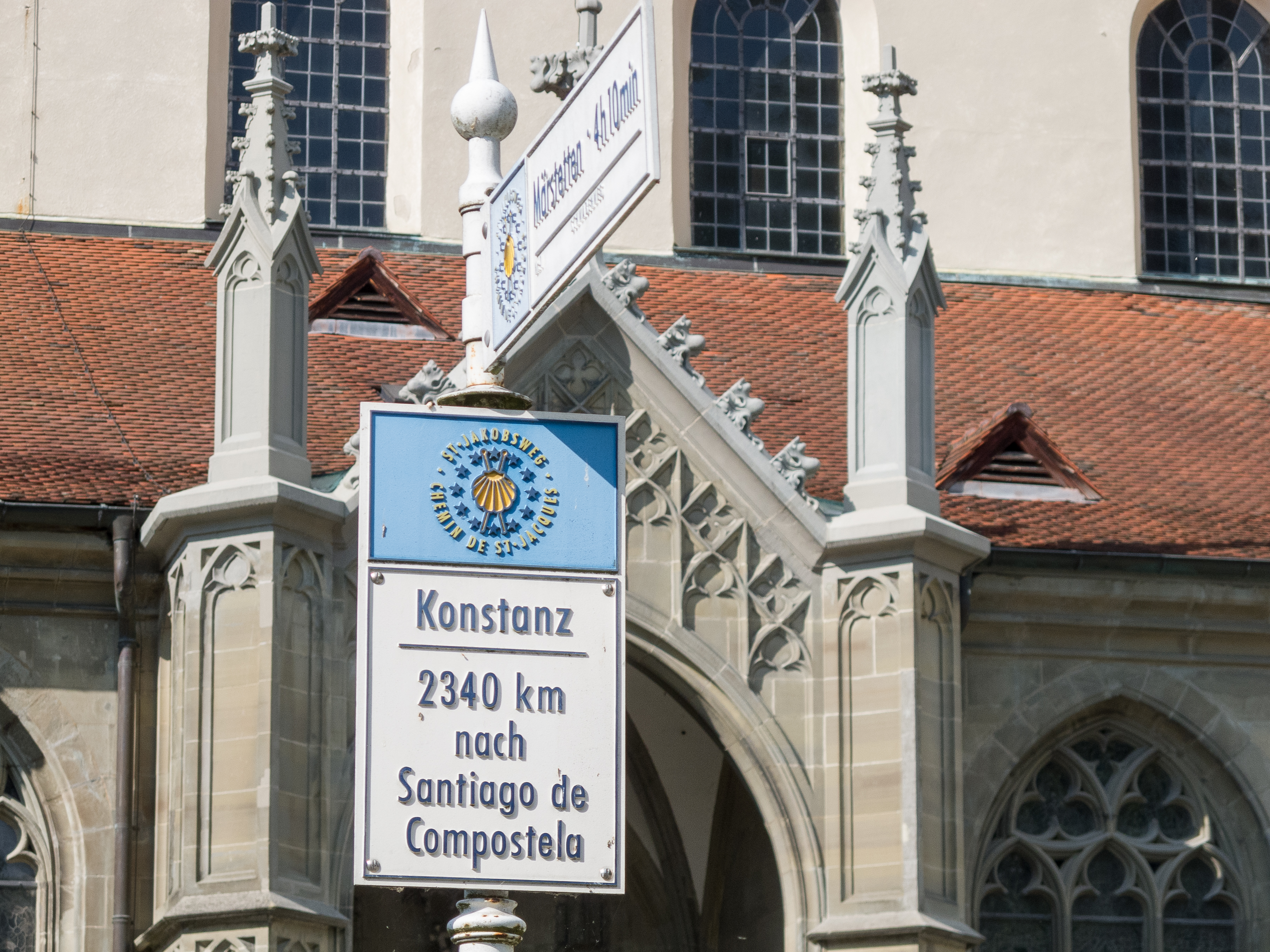
Wegweiser am Konstanzer Münster

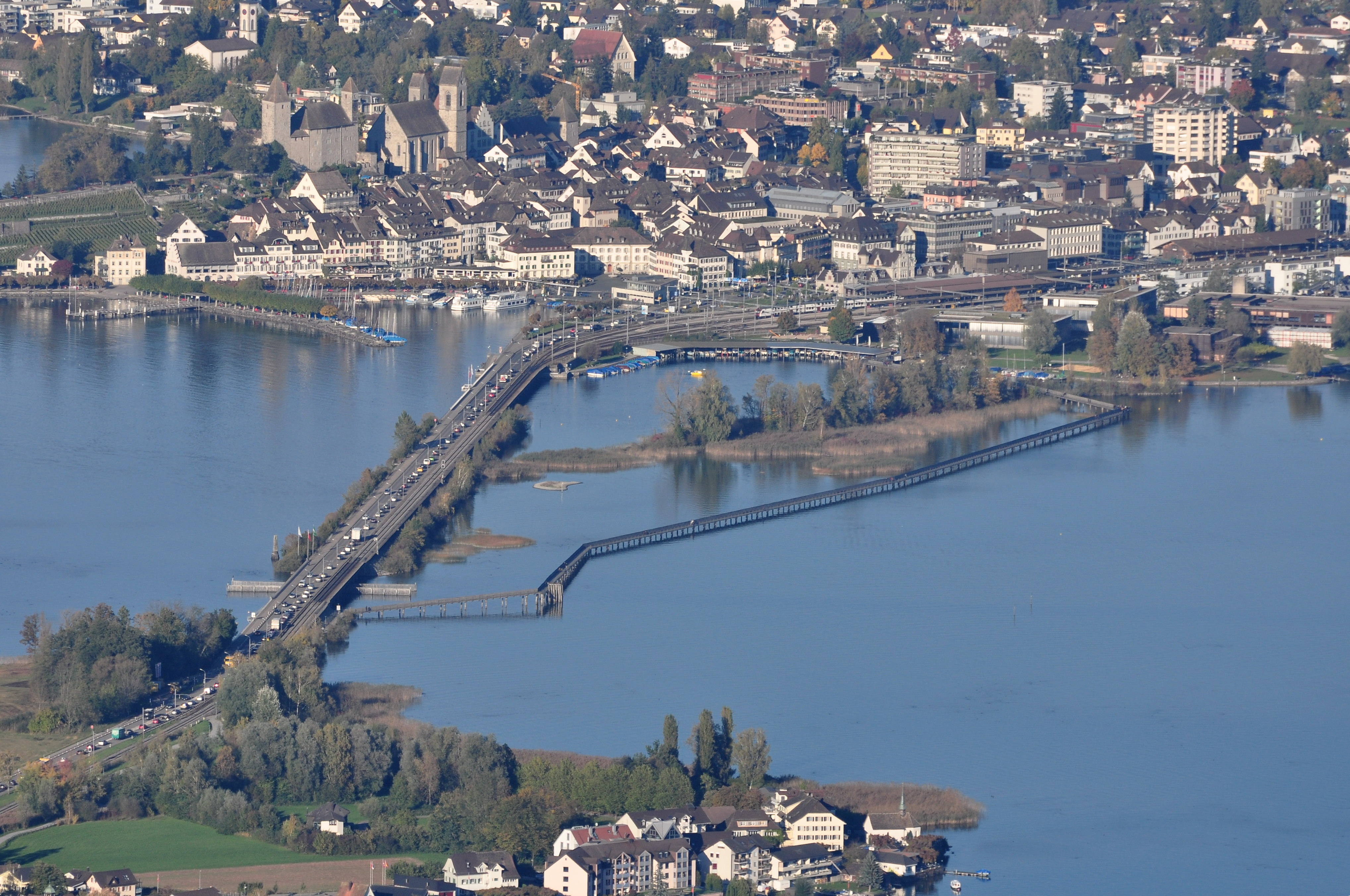
Holzsteg Rapperswil–Hurden

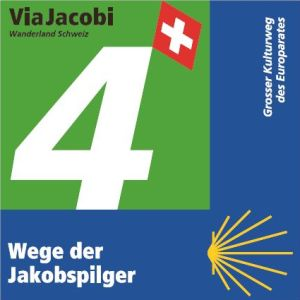
Die Beschilderung der ViaJacobi

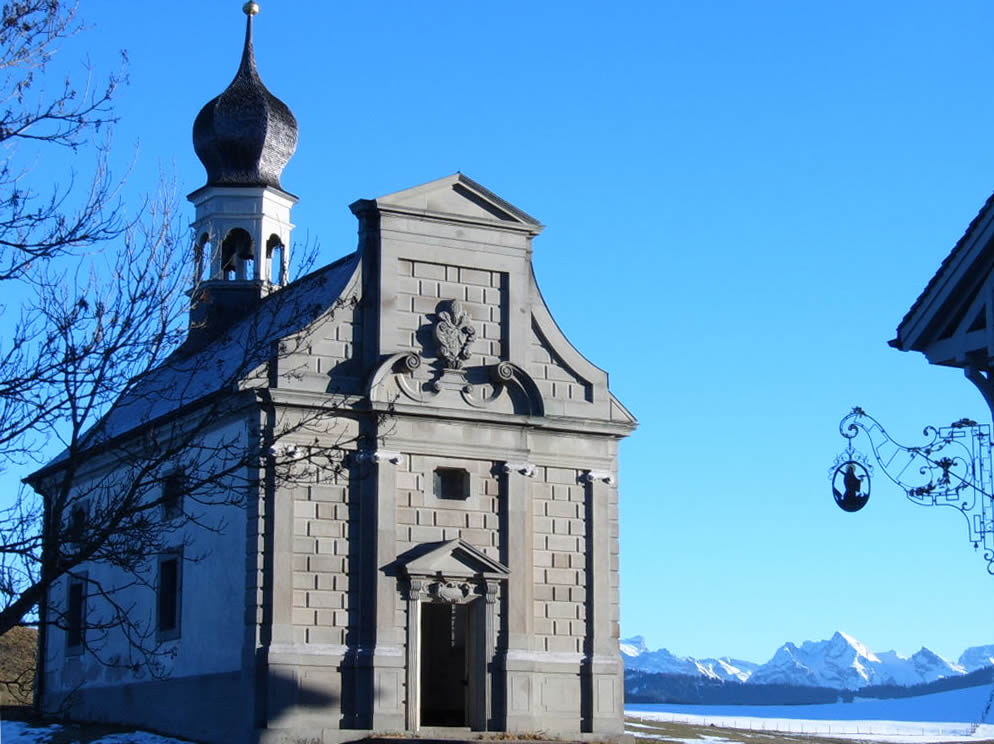
Kapelle St. Meinrad auf dem Etzelpass

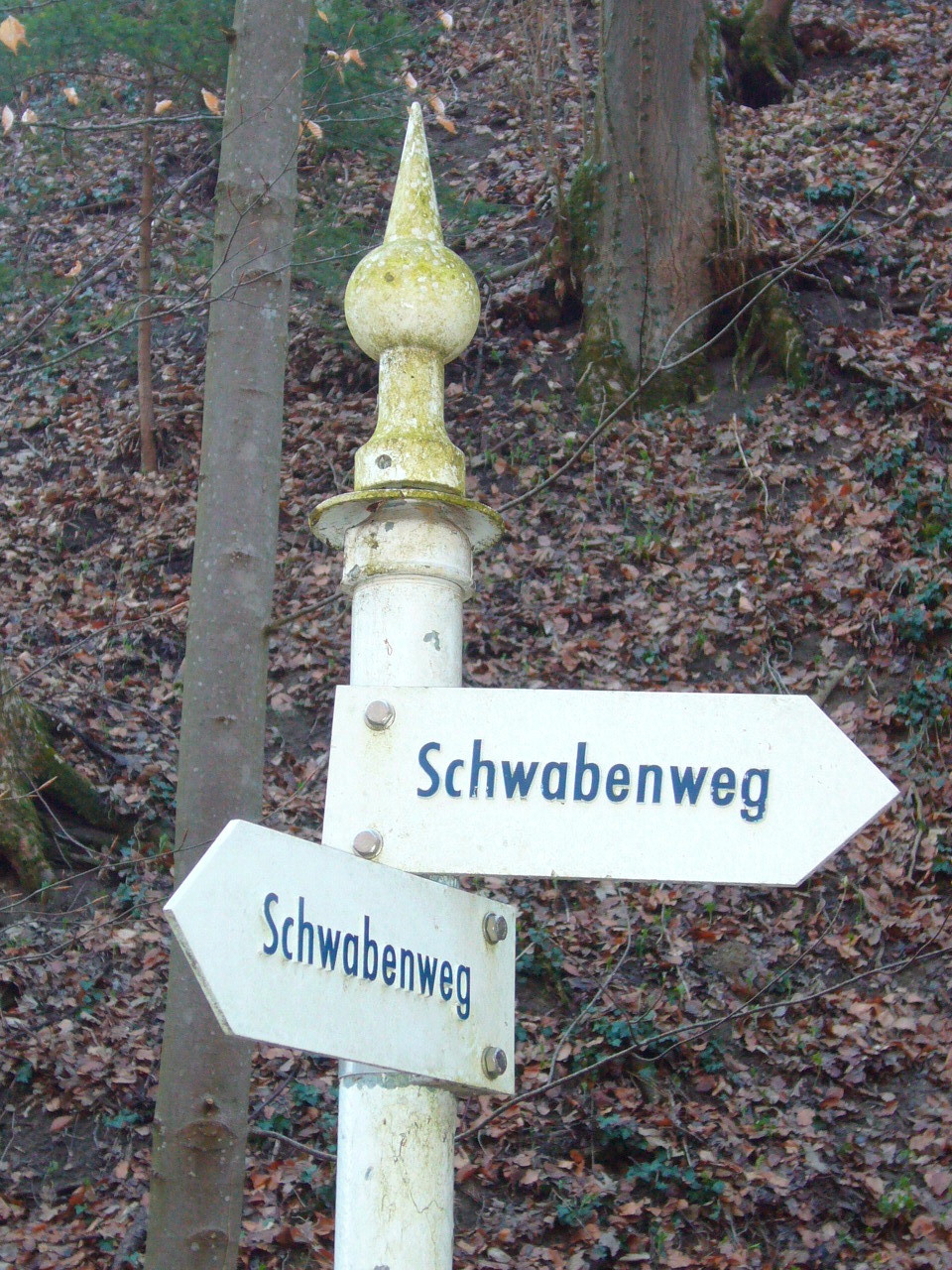
Wegweiser in Kreuzlingen

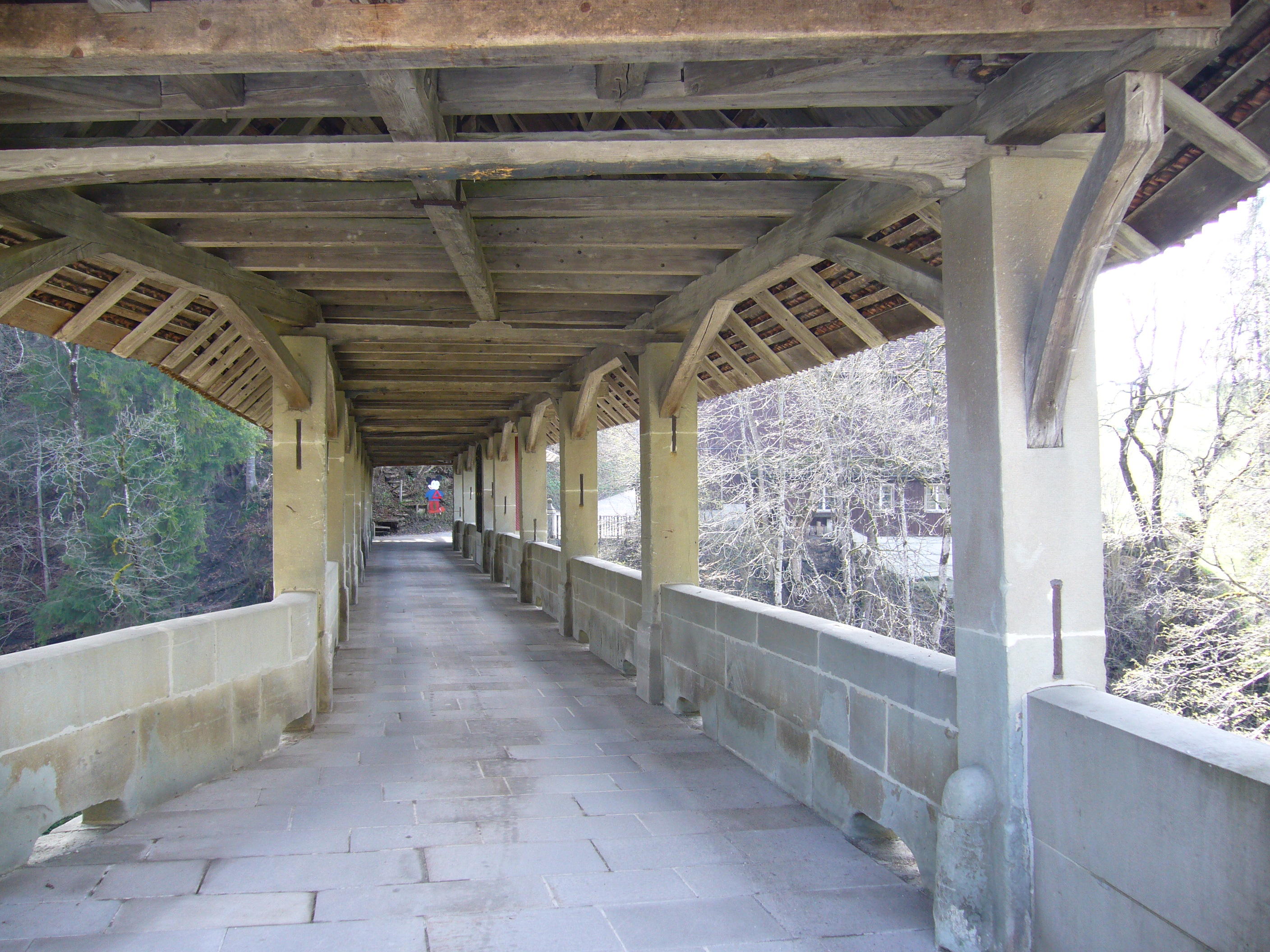
Teufelsbrücke in Egg

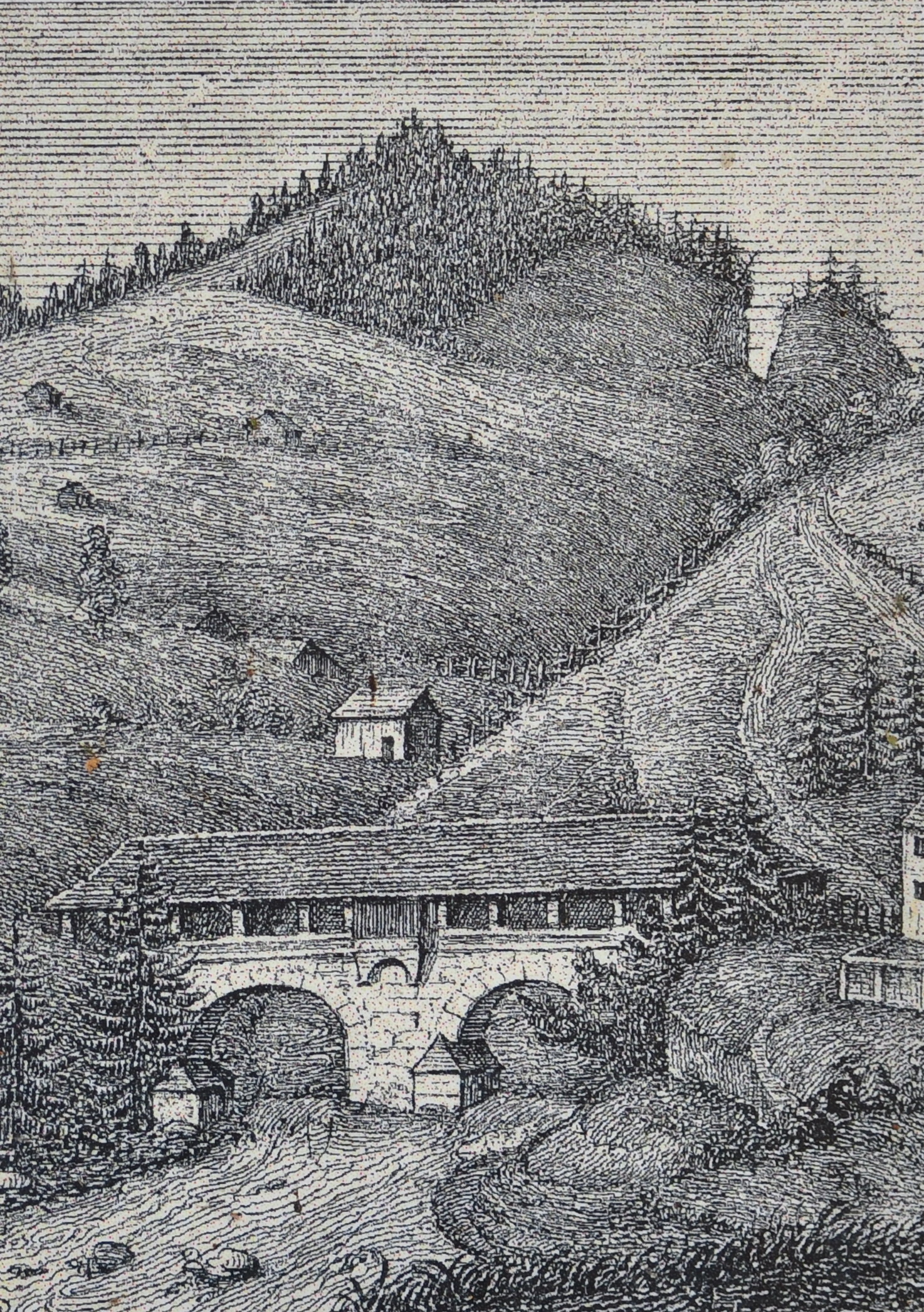
Die Teufelsbrücke auf einem Holzstich, im Hintergrund der Etzelpass und der Etzel

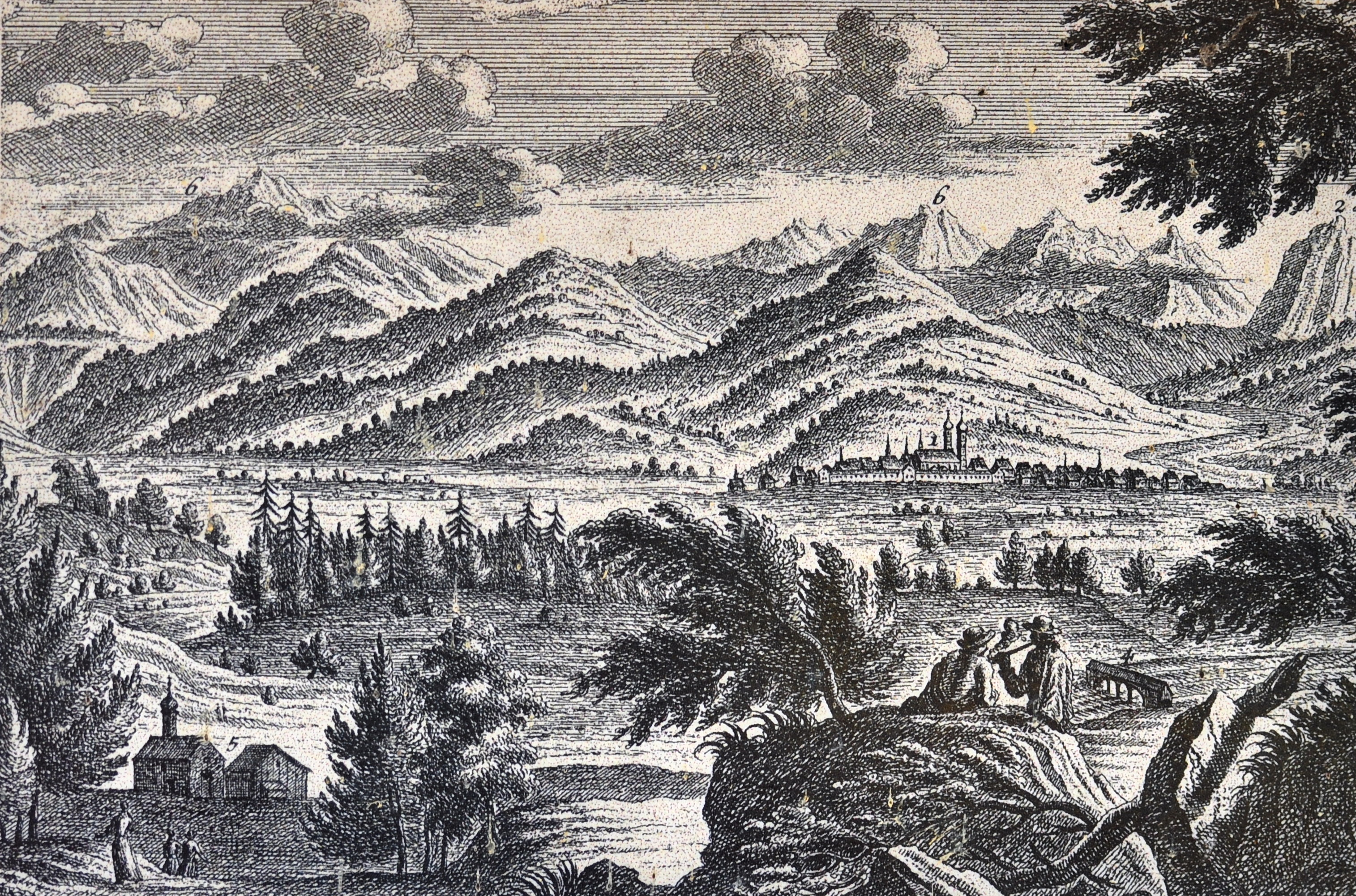
Der Jakobsweg über den Etzelpass nach Einsiedeln auf einer historischen Abbildung

Der Schwabenweg ist ein Teil des seit dem zwölften Jahrhundert begangenen Jakobswegs, der die deutschsprachigen Länder mit der französischen Via Gebennensis (siehe GR 65) und Via Podiensis verbindet. Der Name rührt daher, dass im Mittelalter vorwiegend Schwaben über Konstanz nach Einsiedeln in der Schweiz pilgerten. Der Schwabenweg ist Teil der nationalen Wanderroute Nr. 4 ViaJacobi von SchweizMobil.

## Die Routen

### Hauptroute
Die eine Route des Schwabenwegs führt von Konstanz über Schwaderloh und Altenklingen nach Märstetten. Dann geht es an die Thur, über die Brücke nach Amlikon und in gerader Richtung nach Fischingen, wo die Pilger früher bei der ehemaligen Benediktiner-Abtei Halt machten, über die Höhen des Hörnli, weiter ins Tösstal über Steg nach Rapperswil am Zürichsee. Zwischen diesem Ort und dem jenseitigen Ufer, der tief in den See einschneidenden Landzunge Hurden, bestand früher eine Fähre. Während einer Überfahrt im September 1345 gingen bei einem Sturm vierzig Menschen unter. In der Folge wurde ab 1358 eine Holzbrücke über den See erbaut, an deren Ende seit 1497 eine Kapelle steht. Der Holzsteg wurde im Jahr 1878 durch einen Seedamm überflüssig und abgebrochen. 2001 wurde der neue Holzsteg eröffnet.
Von Hurden führt die Pilgerstrasse über das schwyzerische Pfäffikon den steilen Etzelhang hinauf zum Etzelpass und an seinem Südabhang hinunter zur Sihl. Dort liess Abt Gero von Einsiedeln (1101 bis 1122) bei Egg die Teufelsbrücke bauen, die den Weg nach dem nahen Einsiedeln erleichterte.

### Varianten
Die andere Möglichkeit, den Jakobsweg zu begehen, führt über Lindau, Bregenz, St. Gallen, Wattwil nach Rapperswil und von dort zum Kloster Einsiedeln.
Es ist auch möglich, den Münchner Jakobsweg mit dem Schiff von Lindau und Bregenz nach Konstanz fortzusetzen.
Beim Vierwaldstättersee teilt sich der Weg wieder: Am einen Weg liegen der Brienzer- und Thunersee, an der anderen Möglichkeit Burgdorf und das Emmental.
Dieser Fernwanderweg wird in katholischen Gebieten noch heute gesäumt von zahlreichen Wegkreuzen und Wegkapellen. Auch die Namen der früheren Pilgerherbergen wie „Zum Englischen Gruss“, „Engel“ oder „Kreuz“ sind Zeugnis der jahrhundertealten Pilgertradition.

### Zuführungen von Norden und Osten
Einer der wichtigsten Zubringer zum Schwabenweg stellt seit 1998 der Oberschwäbische Jakobsweg dar, der vom Ulmer Münster zum Konstanzer Münster führt.
Ein weiterer Zubringer ist seit 2003 der Münchner Jakobsweg, der von Oberbayern durch das Allgäu in die Schweiz führt. Auch der Bayerisch-Schwäbische Jakobsweg, der am Ende mit dem Münchner identisch ist, mündet damit entweder in den Appenzeller Weg oder in den Schwabenweg, je nachdem, welche Entscheidung man am Bodensee trifft.
Ein dritter Zubringer ist seit 2009 mit der Via Beuronensis beschrieben und markiert. Dieser Weg verbindet den Neckarraum mit dem Bodensee und führt über die namensgebende Benediktinerabtei Kloster Beuron.

## Streckenverlauf
| Foto | Gemeinde              | Ort / Gebäude                         | Bemerkung                                                                                                | Distanz ab Konstanz [km] |
|      | Konstanz              | Münster                               | Im Mittelalter war Konstanz ein Sammelplatz der Pilger aus Schwaben. Bis Santiago sind es 2340 km        | 0                        |
|      | Kreuzlingen           | ehem. Gasthaus „Zum Englischen Gruss“ | Ehemalige Pilgerherberge                                                                                 | 1                        |
|      | Kreuzlingen           | Kapelle Bernrain                      | Pilgerkapelle Heiligkreuz 1388 erbaut                                                                    | 2                        |
|      | Märstetten            | Kirche St. Jakob                      | Die Kirche wurde 1155 erstmals erwähnt                                                                   | 13                       |
|      | Amlikon               | Kaltenbrunnen                         | Bis zum Jahr 1727 konnte die Thur hier nur mit einer Fähre überquert werden                              | 15                       |
|      | Tobel                 | Johanniterkomturei                    | 1226 gegründet                                                                                           | 23                       |
|      | Münchwilen            | St. Margareten                        | Pilgerkapelle St. Margareten                                                                             | 27                       |
|      | Sirnach               | Gasthaus Engel                        | Pilgerherberge                                                                                           | 30                       |
|      | Fischingen            | Kloster Fischingen                    | Das Kloster wurde 1138 gegründet                                                                         | 35                       |
|      | Fischingen            | Au                                    | Pfarrkirche St. Anna, 1275 erstmals erwähnt                                                              | 36                       |
|      | Fischenthal           | Hörnli                                | Berggasthof auf dem Gipfel des Hörnli                                                                    | 42                       |
|      | Fischenthal           | Steg                                  | Pilgerherberge zum Steg, dahinter das Doktorhaus, 1690 erbaut                                            | 51                       |
|      | Wald                  | Dorfkirche                            | Wald wurde 1217 erstmals urkundlich erwähnt                                                              | 58                       |
|      | Rapperswil Freienbach | Holzsteg                              | Der 2001 erbaute Holzsteg, an der Stelle einer (prä-)historischen Brücke über den hier flachen Zürichsee | 69                       |
|      | Einsiedeln            | Etzelpass                             | Kapelle St. Meinrad                                                                                      | 80                       |
|      | Einsiedeln            | Teufelsbrücke                         | Brücke über die Sihl beim Geburtshaus von Paracelsus                                                     | 82                       |
|      | Einsiedeln            | Kloster Einsiedeln                    | Das Kloster wurde 947 gegründet                                                                          | 88                       |

Eine Aufbereitung in Form einer Navigationsleiste siehe hier:
← Vorhergehender Ort: Konstanzer Münster | Schwabenweg | Nächster Ort: Kloster Einsiedeln →

Konstanzer Münster |
Konstanz |
Kreuzlingen |
Bernrain |
Schwaderloh |
Ellighausen |
Lippoldswilen |
Märstetten |
Amlikon |
Affeltrangen |
Tobel TG |
Johanniterkommende Tobel |
St. Margarethen TG |
Münchwilen TG |
Sirnach |
Wiezikon |
Oberwangen TG |
Fischingen TG |
Kloster Fischingen |
Au TG |
Hörnli |
Fischenthal |
Wald ZH |
Rüti ZH |
Jona SG |
Rapperswil SG |
Heilig Hüsli |
Holzsteg über den Zürichsee |
Hurden |
Pfäffikon SZ |
Etzelpass |
Teufelsbrücke |
Einsiedeln |
Kloster Einsiedeln